# La Motte-d'Aveillans
La Motte-d'Aveillans este o comună în departamentul Isère din sud-estul Franței. În 2009 avea o populație de 1.810 de locuitori.

## Evoluția populației
| An        | 1975  | 1982  | 1990  | 1999  | 2006  | 2009  |
| --------- | ----- | ----- | ----- | ----- | ----- | ----- |
| Populație | 1.778 | 1.677 | 1.591 | 1.523 | 1.752 | 1.810 |